# استوارت سیم
استوارت سیم منتقد ادبی و استاد ادبیات انگلیسی دانشگاه نورثامبریا است. او پژوهشگری شناخته‌شده در حوزه جهانی شدن، پست‌مدرنیسم، پساساختارگرایی، پسامارکسیسم، فلسفه قاره‌ای، نظریه فرهنگی و نظریه انتقادی به شمار می‌آید. او همچنین در دانشگاه آزاد انگلستان و دانشگاه ساندرلند تدریس کرده‌است. سیم مؤلف و ویراستار بیش از سی کتاب است و مقالات متعددی نیز نگاشته‌است. او دوره کارشناسی و دکتری را در دانشگاه منچستر گذرانده‌است.